# Шварц, Марквард
Марквард Дж. Шварц (англ. Marquard J. Schwarz; 30 июля 1887, Сент-Луис — 17 февраля 1968, Санта-Моника, Калифорния) — американский пловец, бронзовый призёр летних Олимпийских игр 1904.
На Играх 1904 в Сент-Луисе Шварц участвовал только в эстафете 4×50 ярдов вольным стилем. Вместе со своей командой он занял третье место и выиграл бронзовую медаль.